# Georg Wilhelm Steller
Von Georg Steller ist kein Porträt bekannt,

aber zahlreiche Tiere sind nach ihm benannt.

Oben:

Riesenseeadler (engl. Steller's Sea Eagle),

Diademhäher (Cyanocitta stelleri)

Mitte:

Scheckente (Polysticta stelleri),

Stellerscher Seelöwe

Unten:

Stellers Seekuh (ausgestorben)
Georg Wilhelm Steller (eigentlich Georg Wilhelm Stöller; * 10. März 1709 in Windsheim, Freie Reichsstadt; † 12. Novemberjul. / 23. November 1746greg. in Tjumen, Russisches Kaiserreich) war ein deutscher Arzt, Ethnologe und Naturforscher. Er war Teilnehmer der vom dänischen Kapitän Vitus Bering geleiteten Zweiten Kamtschatkaexpedition. Sein offizielles botanisches Autorenkürzel lautet „Steller“.

## Leben

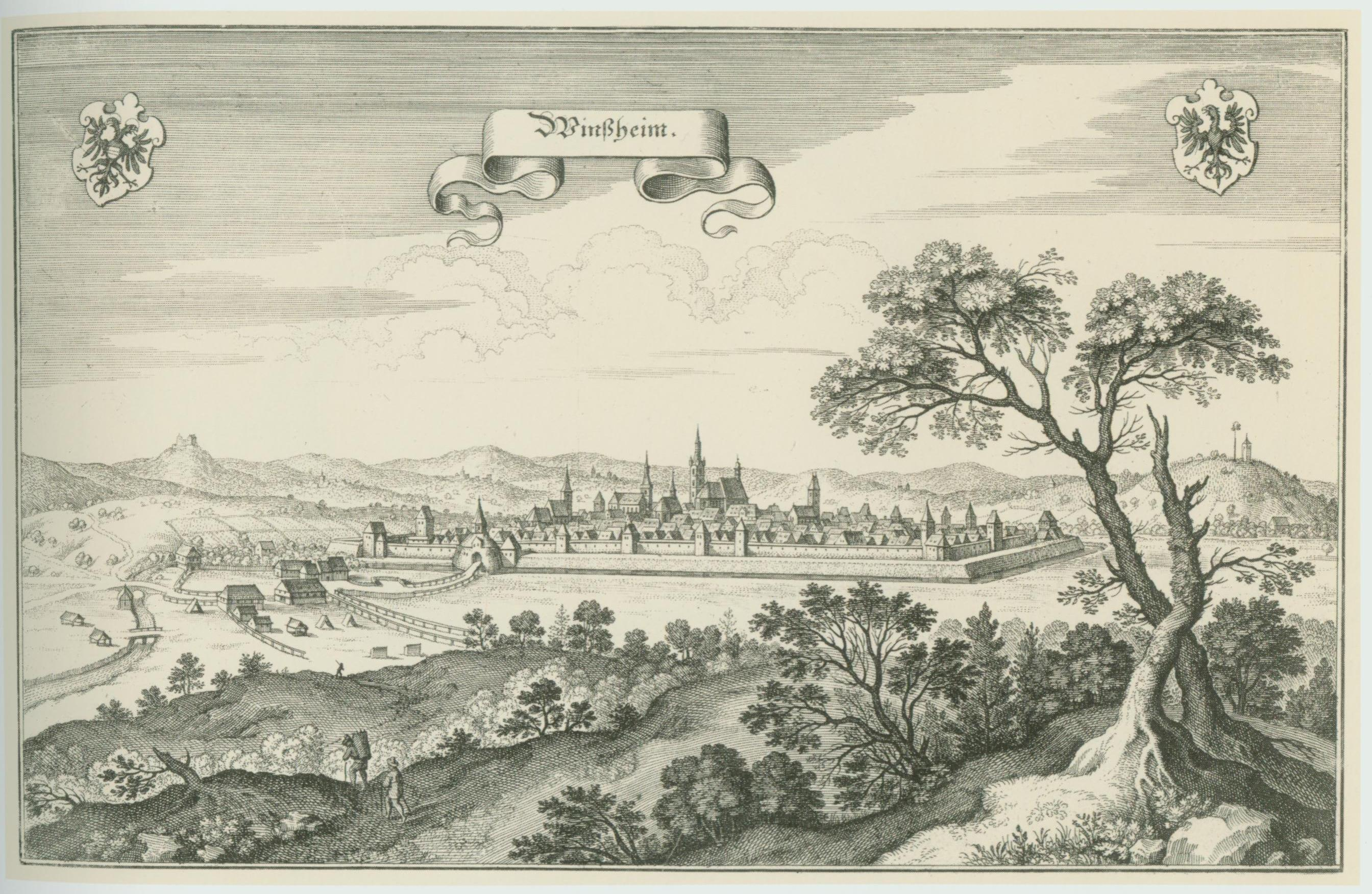
Windsheim, Darstellung aus dem 17. Jahrhundert

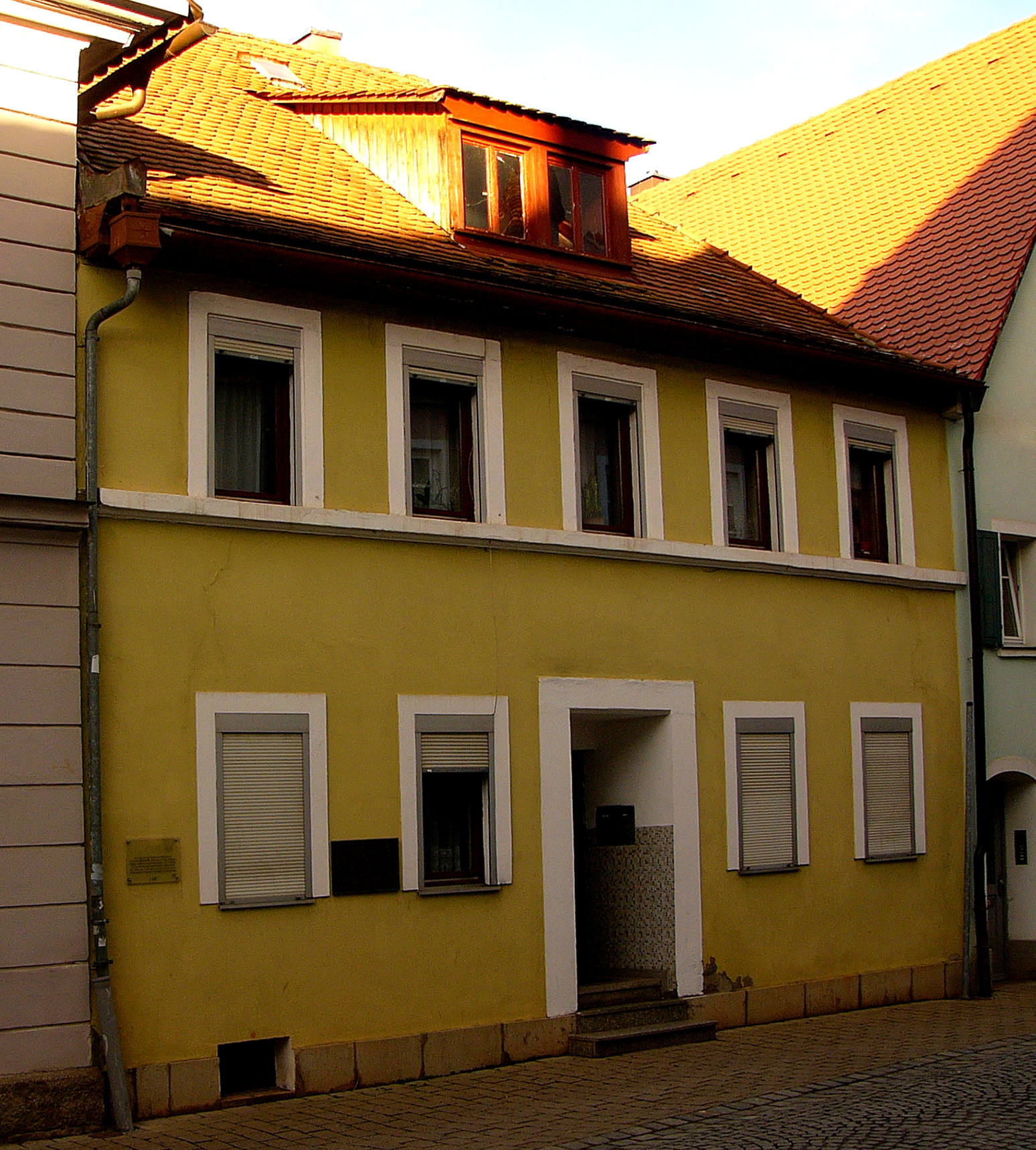
Geburtshaus von Georg Wilhelm Steller in Bad Windsheim

Georg Wilhelm Steller war das vierte Kind von Johann Jakob Stöhler (nach 1715 Stöller; 1664–1743), der aus Nürnberg stammte und seit 1702 in Windsheim als Kantor des Gymnasiums und Organist der Stadtkirche tätig war, und seiner Frau Loysa Susanna. Der Sohn wuchs in einfachen Verhältnissen auf. Nach dem Besuch des Windsheimer Gymnasiums studierte er mit einem Stipendium seiner Vaterstadt zunächst lutherische Theologie an der Universität Wittenberg. Das Theologiestudium gab er auf, als nach einem Großbrand in seiner Heimatstadt sein Stipendium gestrichen wurde und wandte sich der Medizin und den Naturwissenschaften zu. Es folgten Studienjahre in Leipzig, Jena und Halle (Saale), wo er erstmals mit Russlandkunde in Berührung kam. In Halle besuchte er Botanikvorlesungen bei Friedrich Hoffmann. Später durfte er auch als Privatdozent einige Vorlesungen im Fach Botanik halten. 1734 legte er sein Examen als Arzt ab. Weil er in Preußen keine Aussicht auf eine akademische Karriere sah, ging er nach Russland. Da er kaum über finanzielle Mittel verfügte, um nach Sankt Petersburg zu gelangen, schloss sich Steller als Wundchirurg dem russischen Heer an. Eine russische Armee war gerade aufgrund des Polnischen Erbfolgekriegs in Danzig stationiert. Von hier gelangte Steller auf einem Lazarettschiff nach Sankt Petersburg. Auf dieser Überfahrt änderte er seinen ursprünglichen Familiennamen Stöller in Steller, da dieser für die Russen besser auszusprechen war.

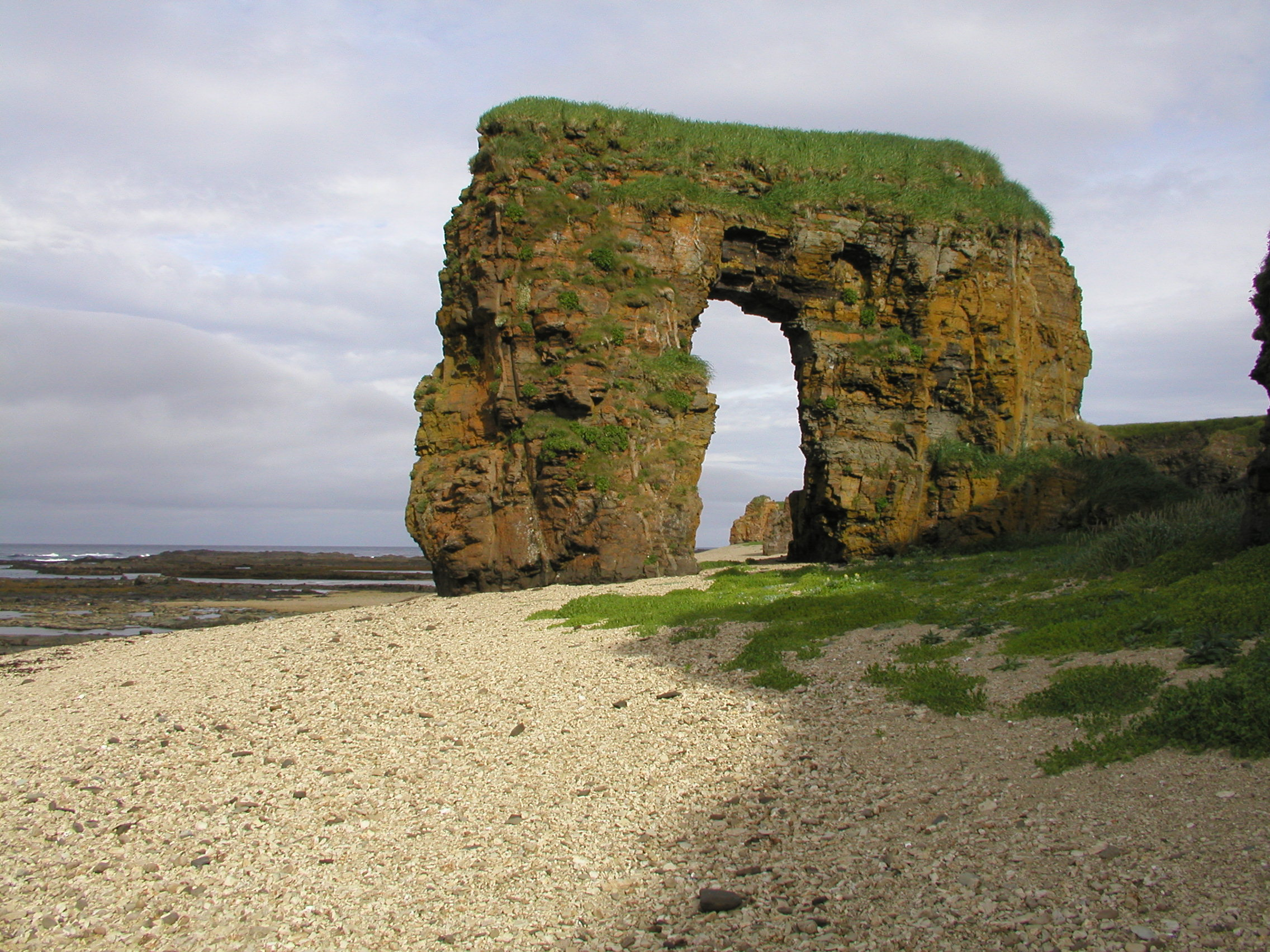
Stellerbogen auf der Beringinsel

Nahezu mittellos erreichte er 1734 die russische Hauptstadt. Im Botanischen Garten von Sankt Petersburg lernte er den orthodoxen Erzbischof Feofan Prokopowitsch kennen, der sein Gönner wurde und ihn in die gelehrten Kreise der Stadt einführte. 1737 wurde er zum Adjunkten der Naturwissenschaften der Petersburger Akademie der Wissenschaften ernannt. Noch im gleichen Jahr wurde er zum Mitglied der Großen Nordischen Expedition bestimmt und nach Kamtschatka geschickt. Er wurde Johann Georg Gmelin unterstellt. Kurz vor seiner Abreise aus Sankt Petersburg heiratete er die Witwe des deutschen Sibirienforschers Daniel Gottlieb Messerschmidt, Brigitte Helene, geb. Böchler († 26. Juni 1761 in Sankt Petersburg). Schon auf dem Weg nach Sibirien – in Moskau – trennte sich das Paar jedoch wieder. Nach beschwerlicher Reise und unter laufenden Feldstudien zu einer Vielzahl von Fächern (u. a. Botanik, Zoologie, Geologie und nicht zuletzt Ethnographie) erreichte er sein Ziel Anfang Oktober 1740 und führte dort unverzüglich die Feldforschungen fort, zusammen mit dem russischen Studenten Stepan Petrowitsch Krascheninnikow, der schon seit 1737 vor Ort war. Im Februar 1741 erreichte ihn ein Schreiben Berings, der ihn ersuchte, ihn, Bering, anstelle des zurückgetretenen Expeditionsarztes auf der geplanten Fahrt nach Amerika zu begleiten. Nach anfänglichem Zögern stimmte er schließlich zu.

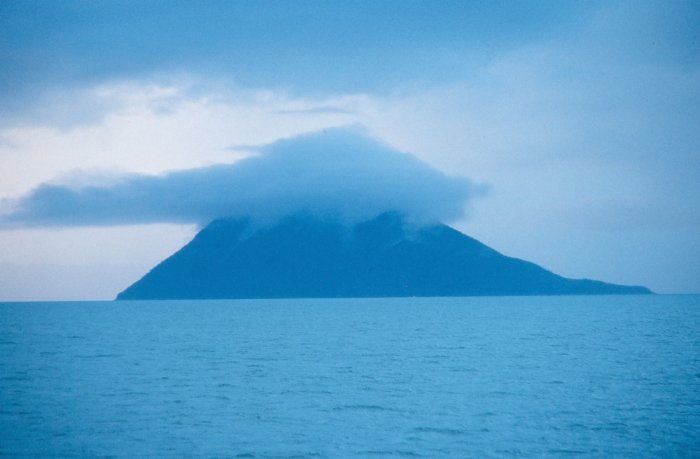
Kayak-Insel

Am 15. Juni 1741 verließ die Expedition mit den beiden Schiffen St. Peter (mit Bering und Steller) und St. Paul die Awatscha-Bucht. Im Zuge dieser Reise erreichte die St. Peter nach etlichen navigatorischen Problemen am 25. Juli 1741 Alaska. Zu einem Eklat kam es, als Bering am 30. Juli 1741 Steller zunächst verweigerte, auf der so genannten St.-Elias-Insel (heute: Kayak-Insel) zur Erforschung an Land zu gehen, Bering wollte dort lediglich Frischwasser aufnehmen. Erst als Steller schwor, er werde dafür sorgen, dass Bering und seine Offiziere sich nach ihrer Rückkehr an höherer Stelle für diese Verweigerung würden rechtfertigen müssen, gab Bering nach. So wurde Steller der erste europäische Naturforscher, der Alaska betrat. Dennoch blieben Steller nur 10 Stunden für seine Erkundungen. Immerhin reichte dies aus, um etwa 160 Pflanzenarten zu dokumentieren. Ferner entdeckte er ein Depot der dort ansässigen Aleuten und entnahm eine Reihe von Gebrauchs- und Schmuckgegenständen für seine ethnologische Sammlung. Später veranlasste er, dass eisernes Kochgeschirr, Messer und ähnliche Tauschobjekte in das Depot gebracht wurden. Da sich die Einheimischen jedoch aus Furcht vor den Fremden tief im Wald versteckten, konnte er keinen Kontakt mit ihnen herstellen.
Auf der stürmischen Rückreise strandete die St. Peter am 16. November 1741 auf der später so genannten Beringinsel, wo Bering am 19. Dezember 1741 starb. Während des folgenden neunmonatigen Überlebenskampfes leiteten Steller und der schwedische Leutnant Waxell die Gruppe. Aus den Resten der St. Peter gelang es schließlich, ein Boot zu bauen, mit dem die Überlebenden dann am 6. September 1742 Peter und Pauls Hafen in Kamtschatka (Petropawlowsk-Kamtschatski) erreichten.

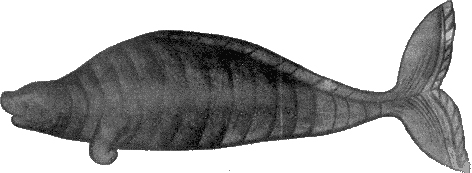
Stellersche Seekuh

Steller setzte währenddessen seine naturkundlichen Beobachtungen fort. So fertigte er in dieser Zeit seine Beschreibung der so genannten Stellerschen Seekuh (Hydrodamalis gigas) an, durch die er zu einigem Ruhm kam. Er war der erste und einzige Wissenschaftler, der jemals eine lebende Stellersche Seekuh sah, die 27 Jahre später ausgerottet war.
Nach seiner Rückkehr verbrachte er weitere drei Jahre in Kamtschatka, um seine naturwissenschaftlichen und ethnologischen Forschungen fortzusetzen. Als Dolmetscher diente ihm dabei der  Veterinär-Praporschtschik Jakob Lindenau, der eine detaillierte geographische und ethnographische Beschreibung der besuchten Örtlichkeiten und Völker Sibiriens, insbesondere der Jakuten und Tungusen, verfasste. Stellers ethnologische Forschungen während der Zeit auf Kamtschatka galten besonders den Itelmenen, deren Kultur und Sitten er aufzeichnete.
Am 14. August 1744 verließ er Kamtschatka mit einer in 16 Kisten verpackten Sammlung, um nach Petersburg zurückzukehren. Noch während der Rückreise wurde er im Frühjahr 1745 in Irkutsk unter Anklage gestellt. Er wurde beschuldigt, die Völker Ostsibiriens gegen die russische Herrschaft aufgewiegelt und sogar Waffen unter ihnen verteilt zu haben, wurde jedoch aus Mangel an Beweisen freigesprochen. Weihnachten 1745 zog er weiter. Durch die vorangegangenen Strapazen gezeichnet, erkrankte er bald schwer und starb in Tjumen am 23. November 1746.
An sein Wirken erinnert ein am 14. September 2009 in Tjumen aufgestellter Gedenkstein.

## Würdigung

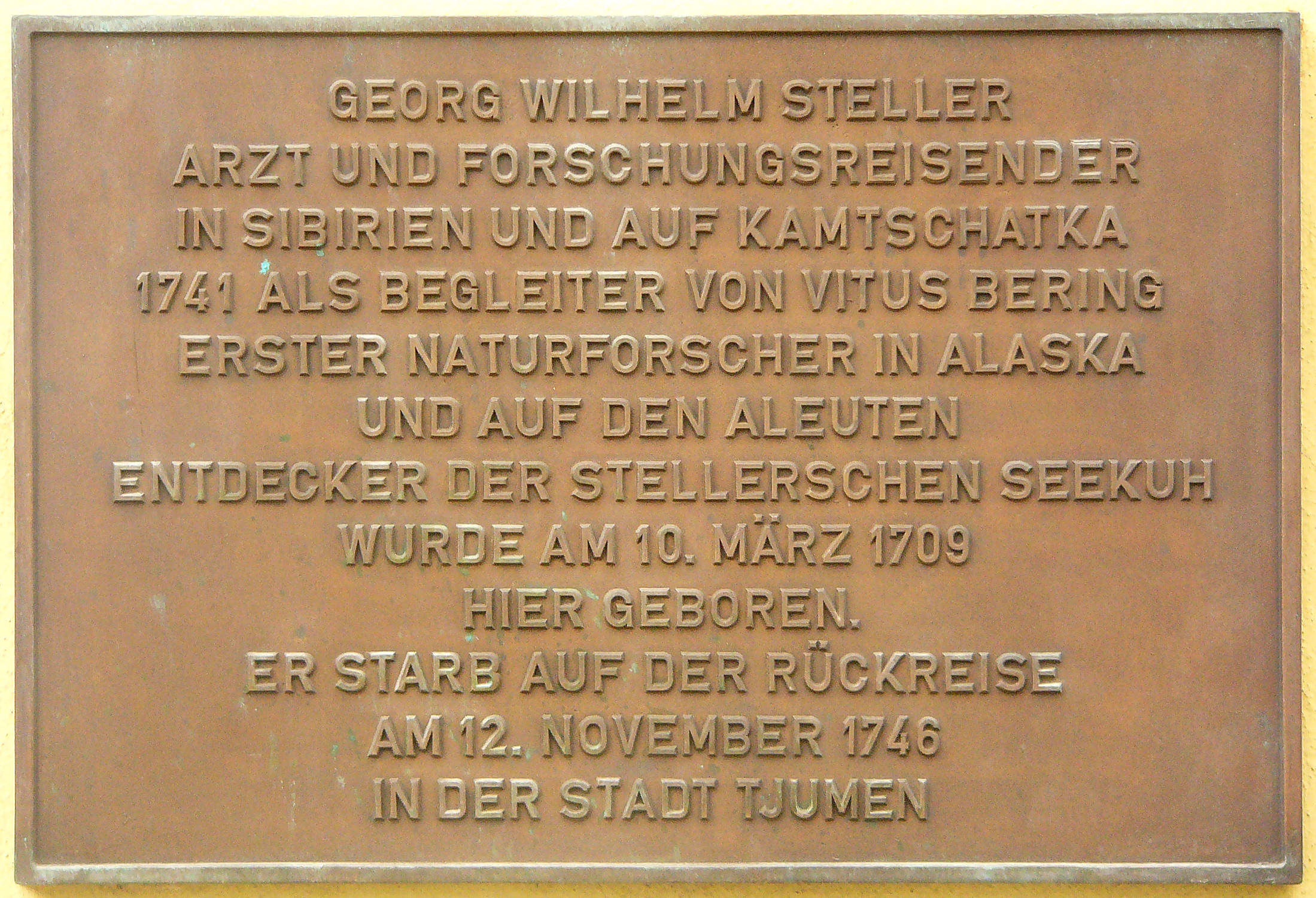
Gedenktafel am Haus Stellergasse 2 in Bad Windsheim

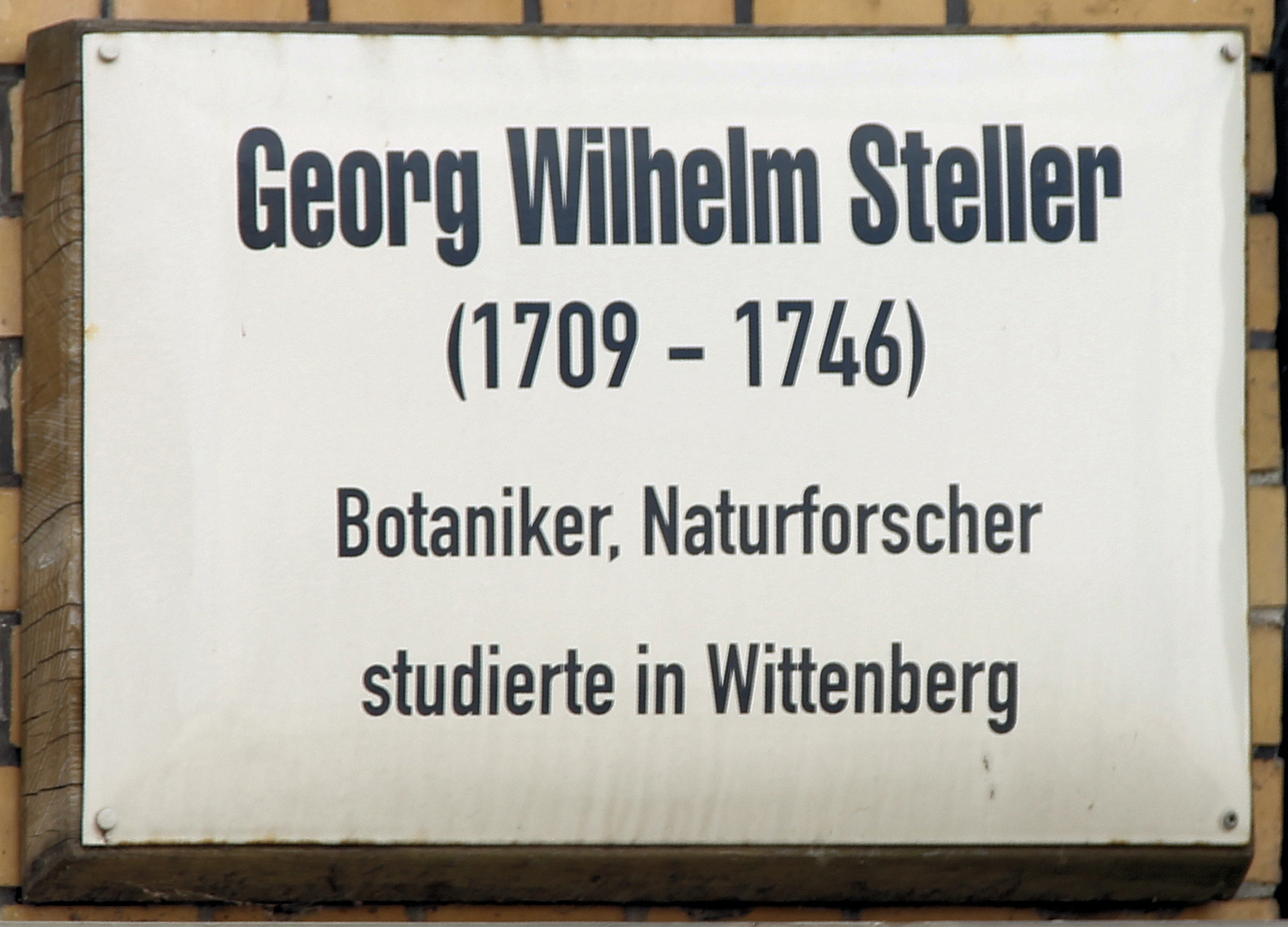
Gedenktafel am Haus Schloßstraße 3, in der Lutherstadt Wittenberg

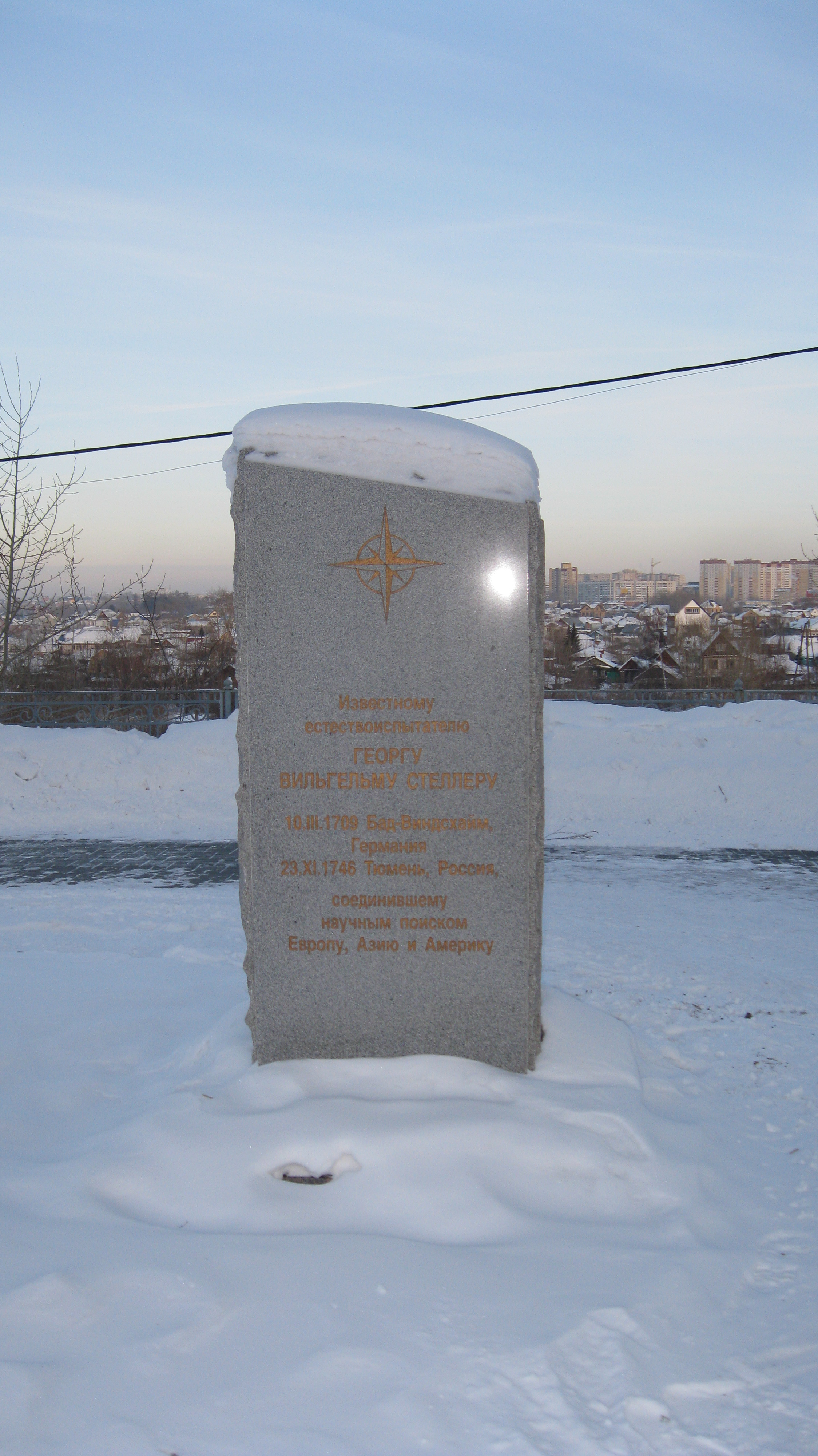
Ein 2009 errichtetes Denkmal für Steller in einem Park am Fluss in Tjumen, Sibirien, wo er mehr als 260 Jahre zuvor im Alter von 37 Jahren an Fieber gestorben war.

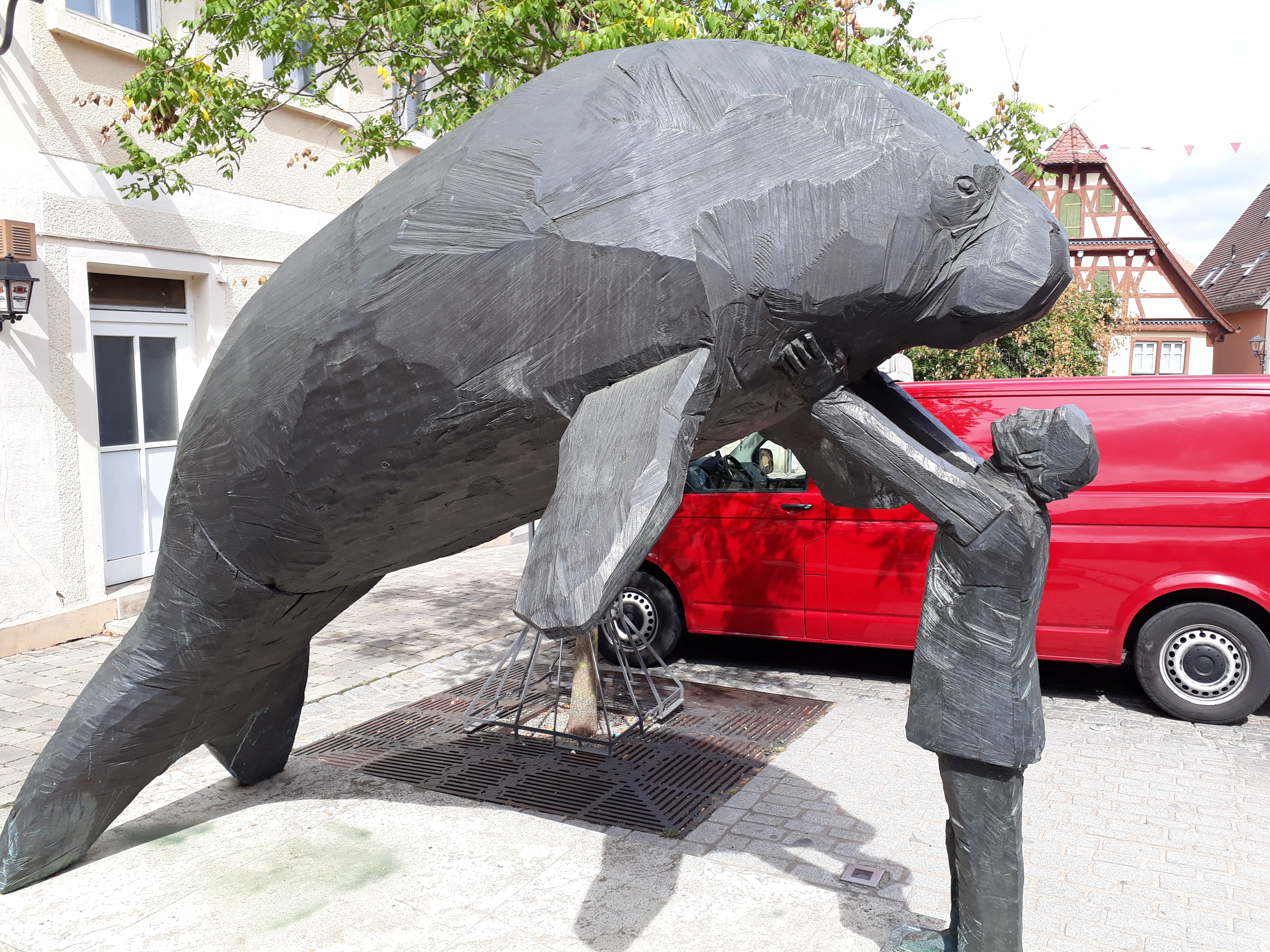
Denkmal mit Seekuh in Bad Windsheim

Mehr als seine zahlreichen naturwissenschaftlichen Schriften, die er während der Großen Nordischen Expedition anfertigte und die zu einem Teil erhalten sind, ist es vor allem sein Bericht der Beringschen Alaskafahrt und ihres dramatischen Endes, der seinen Namen bis heute weitergetragen hat. Zwar gab es auch andere, von Nautikern angefertigte Aufzeichnungen von dieser Reise. Doch diese betonten stark die rein technischen Aspekte der Fahrt. Steller lieferte ein umfassenderes Bild der Verhältnisse und Ereignisse, indem er neben den naturkundlichen Beschreibungen auch Stimmungen und Urteile zu Begebenheiten einfließen ließ.
Nach ihm ist das Georg-Wilhelm-Steller-Gymnasium (Bad Windsheim) und die Steller Secondary School Anchorage benannt. Seit 2008 ziert eine Holzfigur des Künstlers Christian Rösner, die Steller und die nach ihm benannte Stellersche Seekuh darstellt, einen Platz in der Stadt Bad Windsheim in Franken. Nach Steller sind auch die Pflanzengattungen Stellera L., Restella Pobed. und Stelleropsis Pobed. aus der Familie der Seidelbastgewächse (Thymelaeaceae) und Rellesta Turcz. aus der Familie der Enziangewächse (Gentianaceae) sowie das Mineral Stellerit benannt.
Das Comic Mosaik behandelt die Zweite Kamtschatkaexpedition Steller im Juniheft 2025.

## Werke
- G. W. Steller: Reise von Kamtschatka nach Amerika mit dem Commandeur-Capitän Bering. Hrsg. von P. S. Pallas (online). Sankt Petersburg 1793.
- Georg Wilhelm Steller: Von Sibirien nach Amerika. Die Entdeckung Alaskas mit Kapitän Bering. Hrsg. von Volker Mathies. Stuttgart: Thienemann 1986. ISBN 3-522-61170-5
- Georg Wilhelm Steller: Beschreibung von dem Lande Kamtschatka. Jakutsk 1737.
  - 1753 Neuauflage, Halle.
  - 1793 Neuauflage, St. Petersburg.
  - 1996 Neuauflage, Frankfurt: Fleischer 1774 (digital verfügbar auf Internet Archive).
  - 1996 Neuausgabe der Auflage von 1774, hrsg. von Erich Kasten und Michael Dürr. Bonn: Holos Verlag.
  - 2009 Reprint der Auflage von 1774. Whitefish, Montana: Kessinger Publishing.
  - 2013 Neuausgabe der Auflage von 1774, hrsg. von Erich Kasten und Michael Dürr. Fürstenberg/Havel: Verlag der Kulturstiftung Sibirien (online). ISBN 978-3-942883-86-3
- Wieland Hintzsche (Hrsg.): Quellen zur Geschichte Sibiriens und Alaskas aus russischen Archiven.
  - Bd. I. Georg Wilhelm Steller – Briefe und Dokumente 1740. Bearb. von Wieland Hintzsche, Thomas Nickol und Olga V. Novochatko. Halle 2000. ISBN 3-930195-61-5
  - Bd. II. Georg Wilhelm Steller, Stepan Kraseninnikov, Johann Eberhard Fischer: Reisetagebücher 1735 bis 1743. Bearb. von Wieland Hintzsche unter Mitarbeit von Thomas Nickol, Olga V. Novochatko und Dietmar Schulze. Halle 2000. ISBN 3-930195-64-X
  - Bd. III. Georg Wilhelm Steller – Briefe und Dokumente 1739. Bearb. von Wieland Hintzsche unter Mitarbeit von Thomas Nickol, Olga V. Novochatko und Dietmar Schulze. Halle 2001. ISBN 3-930195-67-4

## Medien
- Ein Franke entdeckt Alaska. Das abenteuerliche Leben des Georg Wilhelm Steller; von Peter Prestel und Rudolf Sporrer (Bayerisches Fernsehen; Erstausstrahlung: 30. November 2009)